# Omar Borrás
Omar Bienvenido Borrás Granda (Montevideo, 1929. június 15. – 2022. október 19.) uruguayi labdarúgóedző, szövetségi kapitány (1977, 1982–1987).

## Pályafutása
Az uruguayi válogatott segédedzője volt, majd a Huracán Buceo, a Montevideo Wanderers és a Central Español vezetőedzőjeként tevékenykedett. 1977-ben illetve 1982 és 1986 között a válogatott szövetségi kapitánya volt. 1983-ban Copa América-győztes volt a csapattal. Az 1986-os mexikói világbajnokságon a csoportkör utolsó mérkőzése, a Skócia elleni 0–0-s találkozó után a FIFA eltiltotta sportszerűtlen viselkedés miatt. Így az Argentína elleni 1–0-s vereséggel végződő nyolcaddöntőn már nem ő irányította a csapatot. 
Összesen 54 mérkőzésen irányította a válogatottat és ezzel Óscar Tabárez mögött a második az örökranglistán. 1988-ban Szaúd-Arábiában dolgozott. Az Al-Hilal vezetőedzője, és a szaúdi válogatott szövetségi kapitánya volt.

## Sikerei, díjai
Uruguay
- Copa América
  - győztes: 1983